# 지방공공단체
지방공공단체(地方公共団体, 영어: Local public entity)는 일본의 행정 구역을 통치하는 지방정부다. 지방자치체(地方自治体)라고도 한다.
국가 전체가 아닌 일부를 지배·통치하지만 국가와 동일하게 인적 요소인 주민, 공간적 요소인 영역, 그리고 지배권 등 세 가지 요소로 구성된다. 「지방자치법」상 지방공공단체는 보통지방공공단체와 특별지방공공단체로 구분된다. 보통지방공공단체는 도도부현과 시정촌이 있으며 특별지방공공단체는 특별구·지방공공단체조합·재산구가 있다. 「일본국 헌법」에 규정된 지방공공단체와 「지방자치법」상 지방공공단체는 범위에 차이가 있다.

## 「헌법」상 지방공공단체

### 의의
「헌법」 제8장은 지방자치를 다루고 있으며 세부 조항은 제92조~제95조가 있다.
1963년 최고재판소는 '헌법이 특별히 한 장에 걸쳐 지방자치를 보장하는 것은 신헌법의 기초인 정치 민주화의 일환으로 주민의 일상 생활에 밀접한 관련을 가지는 공공적 사무는 그 지방의 주민의 손으로 그 주민의 단체가 주체적으로 처리하는 정치 형태를 보장하겠다는 취지다'고 판시했으며 그 취지에서 「헌법」상 지방공공단체란 '단순히 법률로 지방공공단체를 규정하는 것에 그치는 것이 아니라 사실상 주민이 경제적·문화적으로 밀접한 공동 생활을 영위하고 공동체 의식을 가진 사회적 기반이 존재하고 연혁적으로, 또 현실의 행정상으로도 상당한 정도의 자주 입법권·자주 행정권·자주 재정권 등 지방자치의 기본적 권능을 부여받은 지역 단체이어야 한다'고 말했다.
「헌법」상 지방공공단체의 범위는 학설마다 차이가 있지만 통설은 「지방자치법」상 지방공공단체 중 도도부현과 시정촌, 즉 보통지방공공단체를 말한다.

### 조직과 운영
「헌법」 제92조에 따라 지방공공단체의 조직과 운영은 지방자치의 취지에 따라 법률로 정해져 있다. 해당 조항의 위임을 받아 제정된 대표적인 법률이 「지방자치법」이다. 이때 지방자치의 취지는 일반적으로 주민자치와 단체자치를 모두 가리키는 것으로 해석한다.
「일본 제국 헌법」에는 지방자치에 관한 규정이 없었지만 조직 편성의 자유는 고유 사무로 인식되었다. 신헌법 시행 이후에도 비록 조직과 운영을 법률로 정한다고 규정했지만 지방공공단체의 자주성을 살리기 위해 지방자치의 취지를 살려야 한다는 규정을 특별히 삽입했다.

### 기관
「헌법」 제93조제1항은 의사기관으로 의회를 설치할 것을 규정하고 있다. 이 부분은 의회의 권한 등이 「헌법」에 명확히 규정되지 않았다는 지적이 있다. 그리고 「지방자치법」 규정에 따라 조례로서 정촌에 의회를 설치하지 않고 모든 유권자로 구성된 정촌총회를 대신 설치하는 것이 가능하다. 한편 동조제2항은 단체장과 의회 의원은 주민 직선제로 선출함을 규정하고 있다.

### 권능
「헌법」 제94조는 지방공공단체의 권능을 규정하고 있는데 재산을 관리하고 사무를 처리하며 행정을 집행한다는 명문 규정이 있다. 또한 법률의 범위내에서 조례를 제정할 수 있다.
조례는 의회가 제정하는 것이며 단체장은 규칙을 제정하는 권한만 가지고 있는데 「헌법」 제94조의 조례는 의회가 제정하는 조례뿐 아니라 규칙도 함께 포괄하는 개념으로 이해된다. 또한 의회가 설치되지 않는 정촌의 정촌총회가 제정하는 조례 역시 이에 포함된다.

### 지방특별법
「헌법」 제95조는 '하나의 지방공공단체에만 적용되는 특별법은 법률이 정하는 바에 따라 그 지방공공단체 주민의 투표를 거쳐 과반수의 동의를 얻어야만 국회가 제정할 수 있다'고 규정하고 있다. 이는 지방공공단체의 권한을 서로 다르게 취급할 수 있음을 상정한 것이다. 내각법제국도 '하나의 지방공공단체에만 적용되는 특별법은 특정 지방공공단체의 조직·운영·권능·권리·의무에 관한 특례를 규정하는 법률'을 의미한다고 해석하고 있다.

## 「지방자치법」상 지방공공단체

### 종류
「지방자치법」 제1조의3제1호는 지방공공단체를 보통지방공공단체와 특별지방공공단체로 구분하고 있으며 동조제2호와 제3호에 따라 보통지방공공단체는 다시 도도부현과 시정촌, 특별지방공공단체는 다시 특별구·지방공공단체조합·재산구로 구분된다.
도도부현은 1도(都) 1도(道) 2부 43현으로 되어 있으며 시정촌은 시·정·촌으로 되어 있다. 특별구는 현재 도쿄도에만 설치되어 있으며 도쿄도 구부를 이루고 있다. 특별지방공공단체지만 시에 준하는 지위를 가지고 있다. 정령지정도시에 설치된 행정구는 지방공공단체가 아니다. 이 외에도 「시정촌 합병의 특례에 관한 법률」에 따른 특별지방공공단체로 합병특례구가 있다.
「지방자치법」은 시정촌과 특별구를 기초지방공공단체로, 도도부현을 광역지방공공단체로 규정하고 있는데 동법 제2조제1항에 따라 이들은 모두 법인격을 가진다.
과거에는 특별지방공공단체의 일종인 특별시와 지방개발사업단, 지방공공단체조합의 일종인 전부사무조합·역장사무조합도 있었지만 지금은 모두 폐지됐다.

### 주민
「지방자치법」 제10조제1항에 따라 시정촌에 주소를 두고 있는 사람은 해당 시정촌과 이를 포함하는 도도부현의 주민이 된다. 지방공공단체는 주민의 복지 증진을 꾀해야 하며 지역 행정을 자주적이고 종합적으로 실시할 역할을 떠맡고 있다. 주민은 법률이 정하는 바에 따라 지방공공단체로부터 동등하게 역무를 제공받을 권리가 있으며 그 부담을 분임할 의무가 있다.
주민의 권리로는 일반적으로 ▲선거에 참여할 권리 ▲단체장과 의회 의원, 기타 법률이 정하는 관원을 직접 선거할 권리 ▲조례의 재정·개폐를 청구할 권리 ▲사무감사를 청구할 권리 ▲의회의 해산, 의원과 단체장 등의 해직을 청구할 권리 등이 있다.

### 조직
지방공공단체의 조직은 의사기관과 집행기관으로 구분된다. 의사기관으로 의회가 설치되어 있으며 의회는 주민들이 직접 선출하는 의원들로 구성된다. 임기는 4년이다. 정촌의 경우 조례로서 의회를 두지 않고 선거권을 가진 사람들로 구성된 정촌총회를 둘 수 있다. 다만 정촌총회는 가나가와현 아시가라시모군 아시노유촌과 도쿄도 우쓰키촌에서만 설치된 적이 있으며 지금은 어느 지방공공단체에도 존재하지 않는다.
집행기관으로는 단체장과 위원회가 있다. 단체장도 의원들과 마찬가지로 주민들이 직접 선출하므로 의회와 함께 이원적 대표제를 취하게 된다. 대통령제로도 불리는데 미국식 순수 대통령제와 달리 집행기관이 의안과 예산안을 제출할 수 있는 권리가 있다. 도도부현의 단체장은 지사라고 하며 시정촌의 단체장은 장이라 한다. 임기는 4년이다.
중앙정부와 마찬가지로 의회는 단체장을 불신임할 수 있으며 의회가 단체장을 불신임했을 때 한하여 단체장은 의회를 해산할 수 있다.
위원회는 규칙 기타 규정을 통해 설치할 수 있다. 「지방자치법」 제180조의5는 반드시 두어야 하는 위원회 및 위원을 규정하고 있는데 보통지방공공단체의 교육위원회·선거관리위원회·인사위원회 혹은 공평위원회·감사위원를, 도도부현의 공안위원회·노동위원회·수용위원회·해구어업조정위원회·내수면어장관리위원회를, 시정촌의 농업위원회·고정자산평가심사위원회[도(都)에도 설치]가 이에 해당한다.
그 외에도 부지사·부시정촌장, 회계 관리자, 직원 등의 보조기관과 심의회와 같은 부속기관을 둘 수 있다.

### 권능
「헌법」이 규정하고 있는 지방공공단체의 권능은 재산을 관리하고 사무를 처리하며 행정을 집행하는 것이고 또한 법률의 범위 내에서 조례를 제정할 수 있다.
지방공공단체가 처리하는 사무는 주민의 복지를 증진함과 동시에 최소한의 경비로 최대한의 효과를 내야 한다. 주민기본대장의 정비, 공원·병원의 설치, 도시계획의 결정, 음식점 영업 허가 등은 자치사무에 속하며 호적에 관한 사무, 여권 발행, 국도 관리 등은 본래 국가가 해야 할 사무를 지방공공단체가 수탁받아 처리하는 사무에 해당한다.
한편 「헌법」이 보장하는 조례 제정권에서 조례는 의회가 제정하는 조례, 단체장과 위원회가 정하는 규칙을 모두 포함하는 개념으로 받아들여진다. 조례는 법령을 위반하지 않는 범위에서 자치사무에 관한 모든 것을 규정할 수 있다. 또한 2년 이하의 징역·금고, 100만 엔 이하의 벌금, 과료(科料), 구류, 5만 엔 이하의 과료(過料) 등을 정할 수 있다. 규칙은 과료(過料)만 규정할 수 있다.
주민들은 조례의 재정과 개폐를 청구할 수 있으며 의회가 통과시킨 조례를 단체장이 재의에 붙일 것을 요구할 수도 있다. 이 제도들은 국가 단위에서는 인정되지 않는 지방공공단체 특유의 제도다.

## 같이 보기
- 지방자치
- 지방정부
- 지방관청
- 도도부현
- 시정촌
- 특별구